# 1964 en volley-ball
| Années du volley-ball : 1961 - 1962 - 1963 - 1964 - 1965 - 1966 - 1967    |
| Décennies du volley-ball : 1930 - 1940 - 1950 - 1960 - 1970 - 1980 - 1990 |

Cet article présente les faits marquants de l'année 1964 en volley-ball.

## Évènements

### Jeux olympiques et paralympiques
- Volley-ball aux Jeux olympiques d'été de 1964